# 牛抱せん夏
牛抱 せん夏（うしだき せんか、1979年5月26日 - ）は、日本の女優、YouTuber。本名、牛抱 千夏。キャストパワー所属。

## 人物・来歴
長野県野沢温泉村で出生し、千葉県市原市で育つ。
女優としての出演作は、映画『デコトラの鷲』シリーズ、『エクスリベンジャーズ ひきこさん ミ・ナ・ゴ・ロ・シ』ひきこさん役など。『デコトラの鷲』シリーズには第2作からレギュラーで出演している。
また、女優業を行っている最中の2010年に、当時撮影していたホラー映画の特殊メイクを担当していた人物から「怪談グランプリ2010」のオーディションに誘われて出場し、漫才師のシンデレラエクスプレス渡辺、京都の住職・三木大雲と接戦を展開、1点差で優勝したことから、怪談を語る「怪談師」としての活動を開始。その後、2012年、2013年と怪談グランプリに最多出場している。これを機に、2010年冬より浅草の雷門区民館で月1回の怪談ライヴ「せん夏怪談」を行い、2011年8月に浅草木馬亭にて千秋楽を迎えた。その後、2012年「せん夏怪談」セカンドシーズン、2013年「せん夏怪談」サードシーズンと続けている。
また、近年では怪談を「語る」のではなく「読む」というスタイルの「怪読」という新ジャンルにもチャレンジしている。
2023年12月2日YouTubeメンバー限定のオフ会を東京にて開催した。

## エピソード
- 女優の経験を活かし、牛抱の語る怪談はストーリー性や人物描写に重みを置かれている。
- 子どもの頃から時代劇や古典怪談が好きで、特に夏休みのお昼に放送されていた四谷怪談を見て、「将来は自分がお岩さんをやるんだ」と思っており、これが女優となったきっかけとライヴなどで語っている。将来はお化け女優や化け猫女優が目標との事。
- 子どもの頃、田舎の祖父母の家に行くと必ず祖母や伯母による怪談話を聞かされたという。現在語っている怪談話の多くは祖母達から受け継いだもの。
- 銀河鉄道999の大ファンで、自宅にはメーテルのフィギュアが山ほどある。現在のブログのURLにも「999」の文字が入っており、その愛着ぶりが窺える。また、幼少時にはエスパー魔美にもなりたかったという。
- X JAPANのファンである。
- 動物は自宅で犬を飼っているが、象が大好きであり、タイに度々遊びに行っている。
- リアルライブに掲載された記事によると、瞳の色が曇ったり、クリアになったりする不思議な人形を所有している[3][4]。また、妖怪・牛鬼に憑依され体調が悪化し、不気味な写真が撮影されたことがある[5]。

## 受賞歴
- 怪談グランプリ2010 - 優勝

## 主な出演

### 映画
- デコトラの鷲（監督：香月秀之）
  - 会津・喜多方・人情街道!（2004年） - 白虎隊 役
  - 恋の花咲く清水港（2005年） - 看護師：ひとみ 役
  - 愛と涙の男鹿半島（2006年） - マチコ 役
  - 火の国熊本親子特急便（2008年） - アカリ 役
- 龍が如く 劇場版（2007年、監督：三池崇史） - 銀行員 役
- エクスリベンジャーズひきこさんミ・ナ・ゴ・ロ・シ（2010年、監督：山本淳一） - ひきこさん 役
- エックスマンVS口裂け女（2011年、監督：中沢健） - 口裂け女 役
- 新 デコトラのシュウ 鷲（2021年、監督：香月秀之） - 女トラッカー 役

### テレビ
- 特番 噂の大疑問〜幽霊の出る宿リスト（日本テレビ） - 幽霊 役
- 奇跡体験!アンビリバボー 「少女を襲う白装束の女」（フジテレビ） - 幽霊 役
- 特命リサーチ200X（日本テレビ）
  - 「火山毛」 - 幽霊 役
  - 「筋トレダイエット」
- 怪談グランプリ2010（2010年、関西テレビ）優勝
- 有吉AKB共和国（2011年、TBS）
- U・LA・LA@7（2011年、MXテレビ）
- 劇団ひとりの新番組を考える会議（2011年、テレビ朝日）
- 稲川淳二の投稿怪談2011（2011年、関西テレビ）怪談ドラマ化
- 稲川淳二の怪談グランプリ2012（2012年、関西テレビ）
- 緊急検証!日本の怪村 〜絶対に行ってはいけない村がそこにある〜（2012年、ファミリー劇場）
- 法円寺坂ホラー（2013年、BS-TBS）
- ズームイン!!サタデー（2013年、日本テレビ）
- ガチャガチャV6（2013年、TBS）
- 稲川淳二の怪談グランプリ2013（2013年、関西テレビ）
- 緊急検証!幽霊との出会い方 〜いま、霊に会いにゆきます（2013年、ファミリー劇場）
- 妖ばなし（2017年、MXテレビ） - 第11話:およつ 役 / 脚本、第15話:真紀子 役
- 怪談のシーハナ聞かせてよ。（2017年10月26日 - 、エンタメ〜テレ）- 不定期出演
- 口を揃えた怖い話 戦慄最恐スポット＆シン・学校の怪談SP（2022年7月11日、TBS）
- 初耳怪談（2023年4月 - 、テレビ大阪） - 準レギュラー

### ラジオ
- わっちナイトサファリ（2011年、FMわっち）
- 柏本圭二郎のぬばたま（2011年、FMPiPi）
- ひと：みちゃんのサンキューイブニング（2011年、FMサンキュー）
- 怪談源平合戦絵巻〜冬の陣〜（2011年12月29日・30日、NHKラジオ第一）
- 吉田照美のソコダイジナトコ（2012年7月11日、文化放送）
- flowers（2012年8月23日、FM東京）
- 『山口敏太郎の日本大好き（2012年、WEBラジオ / 地上波：ラジオサンキュー、愛知北エフエム） - レギュラー

### WEB番組
- 健康万歳〜揚さんの総合マッサージ（2010年、スティッカムTV）
- がんばれ、ホラーズ（2010年・2011年、ニコニコ動画 ホラー専門チャンネル）
- 山口敏太郎のアトランティアTV（2010年、DMM.com）
- W大学（2011年、DMM.com）
- 六本木Deeper（2012年、NOTTV）
- 京都本気で怖い怪談（2012年 - 2013年、関西テレビおんでま） - 第一夜・第二夜・第四夜に出演
- 怪談供養の城 in ニコファーレ（2013年、ニコニコ生放送）

### ライブ
- 山口敏太郎祭り3（2010年7月、阿佐ヶ谷ロフト） - ゲスト、生怪談披露
- 第二回短編ホラー映画祭（2010年） - ゲスト、生怪談披露
- 浅草・せん夏怪談
  - 第一夜（2010年12月）
  - 第二夜（2011年1月）
  - 第三夜（2011年2月）
  - 第四夜（2011年4月）
  - 第五夜（2011年5月）
  - 第六夜（2011年6月）
  - 第七夜（2011年7月）
  - 華の章（2012年2月 - 8月）
    - 華の章 千秋楽（2012年9月1日）

  - 鳳の章（2013年2月 - 9月）
- 首都神話ライブ（2010年12月） - ゲスト、生怪談披露
- 大久保OneBeat 山口敏太郎&牛抱せん夏「怪談師という職業」（2011年7月）
- 口裂け女祭り（2011年8月）
- プレイベント of 長良川おんぱく 山口敏太郎プレゼンツ「築百年の町家で 怪談ばなし」（2011年8月）
- 浅草・木馬亭 せん夏怪談 千秋楽（2011年8月）
- 山口敏太郎祭り4 W大学学園祭（2011年10月）
- ブックマークイヌヤマ（2012年3月）
- 大阪イルミナティナイト（2012年5月）
- マルベル堂 妖怪プロマイド発売記念『モノノケだよ!全員集合』（2012年6月）
- 岐阜柳ヶ瀬お化け屋敷「恐怖の細道」記者会見・プレイベント（2012年7月）
- プロレスリング侍志團 旗揚げ興行 “初陣”（2012年7月）
- 美殿町ガス灯祭『怪談話でクールビズ』（2012年8月）
- さくら学院 サマースクール（2012年8月）
- 山口敏太郎祭り5（2012年）
- 美殿町ガス灯祭『怪談話deクールビズ』（2013年8月、岐阜県美殿町）
- 川崎クラブチッタの夏祭（2013年8月13日 - 15日、川崎市）
- 牛抱せん夏「せん夏怪談犬山」(2013年8月、犬山市）
- 阿波おとろし百物語（2013年8月、徳島市）
- 牛抱せん夏 怪談恐怖の2日間atまなぱ（2013年、多治見市)

### 舞台
- 演劇ユニット トレランス
  - 舞台役者症候群像（2004年）
  - BROKENマクベス（2005年）
- 劇団サルとピストル
  - ジュリエットマシーン（2009年）
  - おどろきのしろさ（2010年）

### イベント
- 『舞台役者症候群像』演劇ユニットトレランス （2004年）
- 山口敏太郎プロデュース
  - 柳ケ瀬お化け屋敷「恐怖の細道」（2012年7月13日 - 9月23日、岐阜県岐阜市柳ケ瀬商店街）
  - 阿波幻獣屋敷（2012年7月13日 - 8月31日、徳島県徳島市新町商店街）
  - 柳ケ瀬お化け屋敷「恐怖の細道」（2013年7月20日 - 9月23日、岐阜県岐阜市柳ケ瀬商店街） - 口裂け女（イメージキャラクター）
- JTB『〜東京夜景観光〜オカルト研究家山口敏太郎タイアップ企画!浅草・怪談ツアー』（2013年8月）

### DVD
- えんこえれじ〜浅草哀歌 祭の街娘たちの街（2008年、監督：松田彰） - 加藤 役
- 怪奇女子会（2011年）
- 峠最恐伝説 怨霊ミッドナイト（2012年1月6日発売）
- 峠最恐伝説 怨霊ミッドナイトII（2012年）
- 投稿実在ドキュメント 峠最恐伝説（2012年）
- 神霊ドキュメント　京都霊宮案内 vol.1　　　呪渦開門ノ章(2016年）
- 神霊ドキュメント　京都霊宮案内 vol.2

　怨界探訪ノ章(2016年)

### 電子書籍
- 牛抱せん夏のおどろ語り（2010年）
- 『EZニュースフラッシュ増刊号』今日のライフスタイル事情 インタビュー（2012年）
- メールマガジン『牛抱せん夏の怪談・黄泉物語』毎週水曜日配信（2012年）
- 写真集『幻日の華〜女流怪談師の戯れ（2013年）

### 講座
- 吉川カルチャークラブ朗読芝居講座（2012年 - 、埼玉）